# Седлецьке воєводство
Серадзьке воєводство (пол. województwo siedleckie) — адміністративно-територіальна одиниця Польщі найвищого рівня, яка існувала у 1975—1998 роках.
Являло собою одну з 49 основних одиниць адміністративного поділу Польщі, які були скасовані в результаті адміністративної реформи Польщі 1998 року.
Займало площу 8499 км². Адміністративним центром воєводства було місто Седльце. Після адміністративної реформи воєводство припинило своє існування і його територія відійшла до Мазовецького та Люблінського воєводств.

## Загальні дані
Станом на 01.01.1998
- Густота населення: 70 ос./км²
- Чисельність населення: 661 700
- Площа: 8499 км²
- Центр/найбільше місто: Седльце (75 613 осіб)
- Міське населення: 203 142 ос.
- Сільське населення: 458 558 ос.
- Площа лісів: 1870 км²
- Площа орних земель: 5941 км²

## Районні адміністрації
- Районна адміністрація у Гарволіні для гмін: Борове, Гарволін, Гужно, Клочев, Ласкажев, Мацейовіце, Мясткув-Косьцельни, Осецьк, Парисув, Пілява, Собене-Єзьори, Соболев, Троянув, Вільга, Желехув та міст Гарволін і Ласкажев
- Районна адміністрація у Лукові для гмін: Адамув, Кшивда, Луків, Серокомля, Станін, Сточек-Луковський, Тшебешув, Войцешкув та Гміна Воля-Мисловська, а також міста Луків
- Районна адміністрація у Мінську-Мазовецькому для гмін: Цеглув,  Дембе-Вельке, Добре, Якубув, Калушин, Колбель, Лятович, Мінськ-Мазовецький, Мрози, Посвентне, Сенниця, Станіславув, Страхувка та міста Мінськ-Мазовецький
- Районна адміністрація у Седльцях для гмін: Доманіце, Корчев, Котунь, Мокободи, Морди, Папротня, Пшесмики, Седльце, Скужець, Сухожебри, Вішнев, Водине, Збучин-Подуховний та міста Седльце
- Районна адміністрація у Соколові-Підляському для гмін: Беляни, Церанув, Яблонна-Ляцька, Косув-Ляцький, Репкі, Сабне, Соколів-Підляський, Стердинь та міста Соколів-Підляський
- Районна адміністрація у Венгрові для гмін: Гміна Грембкув, Ядув, Коритниця, Лів, Лохув, Медзна, Садовне, Сточек, Вежбно та міста Венгрув.

## Міста
Чисельність на 31 грудня 1998:
- Седльце – 75 613
- Мінськ-Мазовецький – 36 042
- Луків – 32 007
- Соколів-Підляський – 19 338
- Гарволін – 16 534
- Венгрув – 12 885
- Лохув – 6154
- Ласкажев – 5012
- Калушин – 4895
- Пілява – 4221
- Желехув – 4141
- Сточек-Луковський – 2174
- Морди – 1747

## Населення
| Рік         | 1975    | 1980    | 1985    | 1990    | 1995    | 1998    |
| Чисельність | 601 200 | 616 300 | 636 400 | 651 400 | 661 700 | 661 400 |